# Mischmetal

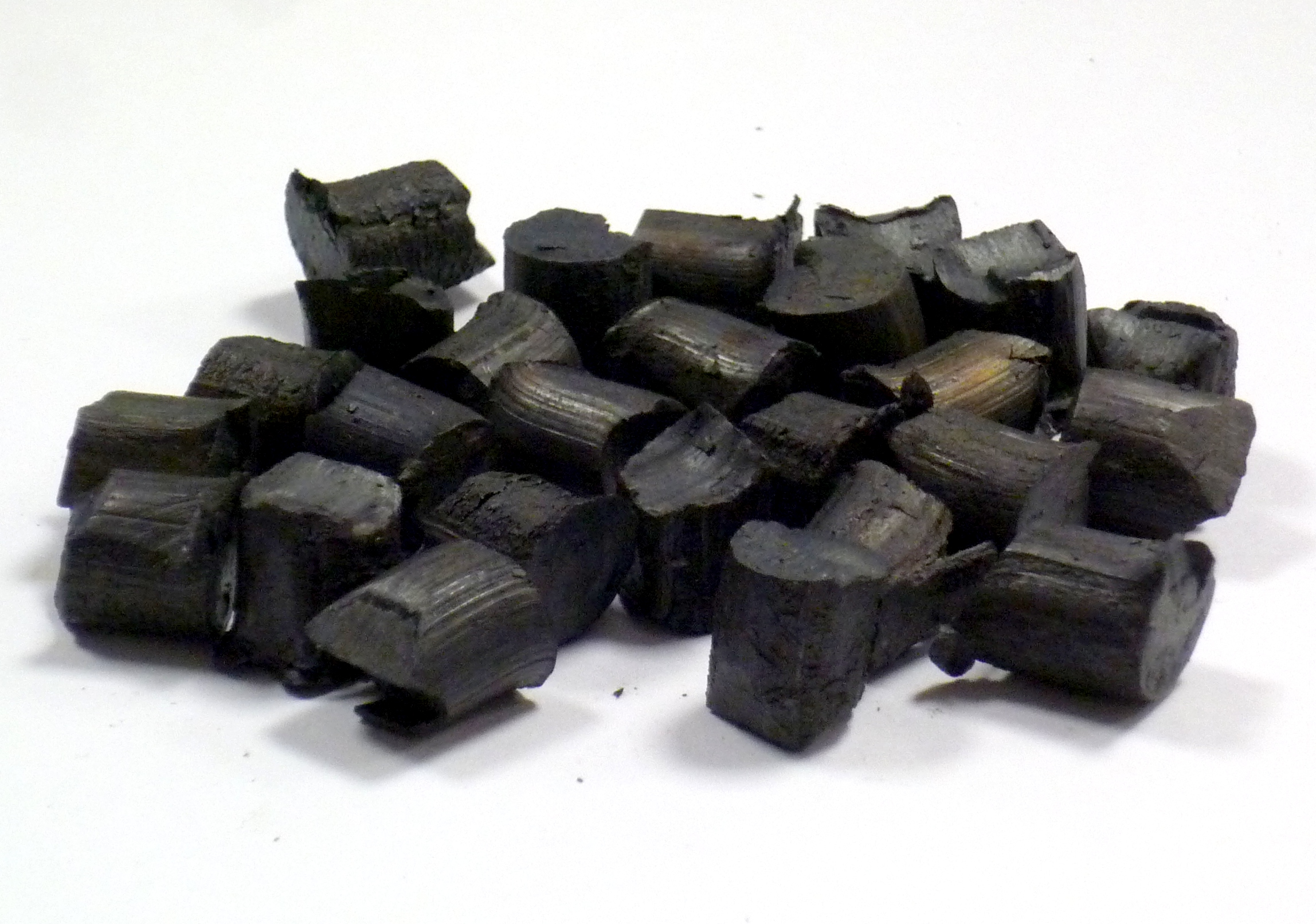
Mischmetal

Il mischmetal (dal tedesco mischmetall, miscela di metalli) è una lega metallica piroforica costituita da elementi appartenenti al gruppo delle terre rare in percentuali varie. Una tipica composizione di questa lega include circa il 50% di cerio, il 25% di lantanio ed una piccola percentuale di neodimio e praseodimio
Il suo uso più comune è la produzione delle "pietrine" per accendisigari.